# 新潟市教育委員会
新潟市教育委員会（にいがたしきょういくいいんかい）は、新潟県新潟市中央区学校町通1番町602-1に拠点を置く、新潟市の組織。新潟市内の教育に関連した調査などを行う行政委員会である。

## 概要
組織は教育総務課・学務課・教職員課・総合教育センター・施設課・学校支援課・教育相談センター・保健給食課・生涯学習課ほか、業務によって課などに分けられている。教育委員会会議の開催のほか、いじめへの対策として意識調査を実施、さらに学校の合併や新設などを行っている。

## 組織
- 教育総務課
  - 総務・業務改善担当
  - 教育政策室
- 学務課
  - 学務グループ
  - 経理グループ
  - ICT管理グループ
- 施設課
  - 管理グループ
  - 計画グループ
  - 建築グループ
  - 電気設備グループ
  - 機械設置グループ
- 保健給食課
  - 保健係
  - 給食係
- 地域教育推進課
- 学校人事課
  - 管理1班
  - 管理2班
  - 管理3班
- 教育職員課
  - 給与グループ
  - 福利厚生グループ
  - 保健グループ
- 学校支援課
  - 庶務係
  - 教育課程班
  - 生徒指導班
- 特別支援教育課